# Новошелехова
Новошелехова — деревня в Тайшетском районе Иркутской области России. Входит в состав Николаевского муниципального образования. Находится примерно в 27 км к юго-востоку от районного центра.

## Население
По данным Всероссийской переписи, в 2010 году в деревне проживало 9 человек (3 мужчины и 6 женщин).